# 阿尔迪福尔
阿尔迪福尔（法語：Hardifort，法語發音：[aʁdifɔʁ]）是法国上法蘭西大區北部省的一个市镇，位于该省西北部，属于敦刻尔克区。

## 地理
阿尔迪福尔（50°49'12"N, 2°29'8"E）面积6.14 平方千米，位于法国上法蘭西大區北部省，该省份为法国最北部的省份及最长的省份，西北濒北海，西接加来海峡省，南至埃纳省和索姆省，东与比利时接壤。
与阿尔迪福尔接壤的市镇（或旧市镇、城区）包括：卡塞勒、韦马尔卡佩勒、沃尔穆特、泽尔默泽勒、乌德泽勒。

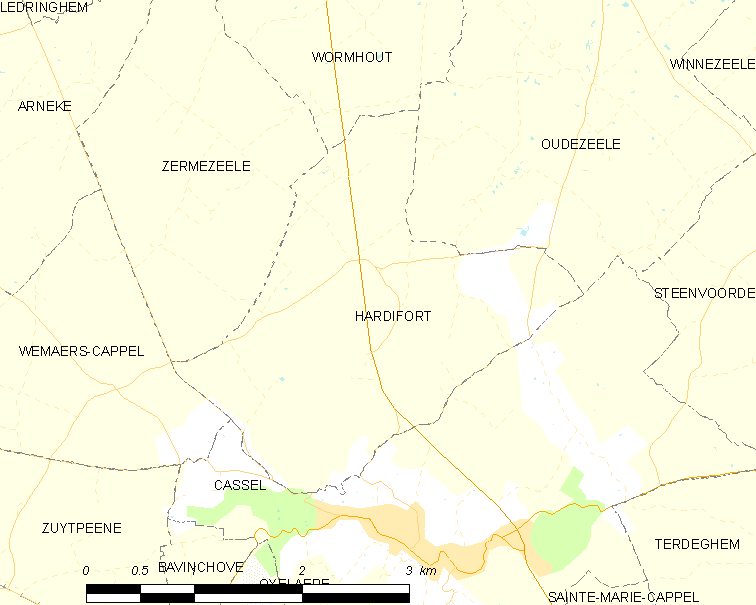
阿尔迪福尔的OSM定位图

阿尔迪福尔的时区为UTC+01:00、UTC+02:00（夏令时）。

## 行政
阿尔迪福尔的邮政编码为59670，INSEE市镇编码为59282。

## 政治
阿尔迪福尔所属的省级选区为沃尔穆特县。

## 人口

1962-2008年间阿尔迪福尔人口变化图示

阿尔迪福尔于2022年1月1日时的人口数量为389人。